# موریس‌دندان
موریس‌دندان (نام علمی: Morrisonodon) نام یک سرده از راسته چندتکمیزه‌ایان است.